# صابونية لونومية
صابونية لونومية (الاسم العلمي:Sapindus lonomea) هي نوع من النباتات تتبع جنس الصابونية من الفصيلة الصابونية.